# Экарди, Жан
Жан Франсуа́ Мари́ Экарди́ (фр. Jean François Marie Aicardi; 8 ноября 1926, Рамбуйе, департамент Ивелин, Франция — 3 августа 2015, Париж) — французский врач, один из основателей современной детской неврологии, описавший Синдром Экарди в 1969 году и синдром Экарди — Гутьер в 1984 году.

## Биография
С 1945 года — студент Парижского медицинского факультета, с 1951 года — интерн Парижских больниц «Сальпетриер» под руководством Раймона Гарсена и Больницей больных детей под руководством Стефана Тьефри. В 1955 году защищает диссертацию на Парижском медицинском факультете, в 1955—56 проходит стажировку в Бостонском медицинском центре в США. По возвращении во Францию работает в различных медицинских лечебных и исследовательских учреждениях, специализируясь на детской неврологии. С 1991 года — почётный президент этой организации.
В 1970 году приглашён в Оксфорд на первое собрание Европейской детской неврологической группы исследовательской группы, которая в 1973 году будет преобразована в Европейскую детскую неврологическую федерацию с отделениями во многих странах континента. С 1991 года — почётный президент этой федерации.
В 1999 году создаёт и редактирует научный журнал Epileptic Disorders.
Исследовал способы ранней диагностики генетических нарушений, вызывающих эпилепсию и неврологические расстройства у детей.
Автор более 250 трудов по детской неврологии.

## Награды
- Кавалер ордена Почётного легиона (13 июля 2009)[5]
- Медаль Корнелии де Ланге Нидерландского общества детской неврологии (1985)
- Премия Хоуэра Американского общества детской неврологии (1986)
- Награда за исследования эпилепсии Американского общества изучения эпилепсии (1995)[3]